# نیکولای یارنسن
نیکولای یارنسن (دانمارکی: Nicolai Jørgensen؛ زادهٔ ۱۵ ژانویهٔ ۱۹۹۱) بازیکن فوتبال اهل دانمارک است.که مذاکراتی با تیم تراکتور تبریز داشته است.

## باشگاهی
از باشگاه‌هایی که در آن بازی کرده‌است می‌توان به بایر ۰۴ لورکوزن، کایزرسلاوترن، کپنهاگن و فاینورد اشاره کرد.

## تیم ملی
وی همچنین در تیم ملی فوتبال دانمارک بازی کرده‌است.